# Viktor Böhmert

Viktor Böhmert

Karl Viktor Böhmert (* 23. August 1829 in Quesitz; † 12. Februar 1918 in Dresden) war ein deutscher Journalist, Freihändler, Volkswirt und Statistiker.

## Leben
Böhmert war der Sohn des Pfarrers Karl Friedrich Böhmert. Er besuchte in Meißen die Fürstenschule St. Afra. Im Jahr 1848 verließ er die Schule in der Absicht, Pfarrer zu werden. Er studierte dann allerdings bis 1852 in Leipzig Jura und Nationalökonomie. Während seines Studiums wurde er im Sommer 1849 Mitglied der Leipziger Universitäts-Sängerschaft zu St. Pauli (heute Deutsche Sängerschaft). Nach kurzer journalistischer Tätigkeit wandte er sich ganz der Volkswirtschaft, Statistik und Politik zu und ging 1855 nach Heidelberg, um hier die von Rau und seinem Förderer Wilhelm Roscher mitbegründete Zeitschrift Germania, ein Zentralblatt für die volkswirtschaftlichen und gesellschaftlichen Interessen Deutschlands, zu redigieren und herauszugeben.
Im Dezember 1856 wurde er bis 1860 Leiter der Redaktion des Bremer Handelsblatts, die neben der Ostseezeitung wichtigste Zeitung mit freihändlerischer Ausrichtung. Im Bremer Handelsblatt veröffentlichte er im Mai 1857 einen Aufruf für einen Kongreß deutscher Volkswirte, der unter seiner Beteiligung zur erstmaligen Durchführung 1858 in Gotha führte. Nach seiner Tätigkeit beim Bremer Handelsblatt verwaltete er das Syndikat der Bremer Handelskammer. Im Jahr 1866 erhielt er einen Ruf als Professor der Volkswirtschaftslehre an die Universität und das Polytechnikum zu Zürich. Seit 1873 gab er mit Rudolf von Gneist den Arbeiterfreund heraus. Von 1875 bis 1895 war er Direktor des königlich sächsischen Statistischen Büreaus in Dresden.
Seit 1877 redigierte er die Sozialkorrespondenz und das Volkswohl. Im Jahr 1903 erreichte ihn der Ruf als Professor der Nationalökonomie und Statistik an das Polytechnikum zu Dresden. In dieser Eigenschaft gab er auch die Zeitschrift des königlich sächsischen Statistischen Büreaus heraus.
Als eifriger Verfechter der Gewerbefreiheit und des Freihandels hat er sowohl durch seine Schriften wie als Mitbegründer des deutschen volkswirtschaftlichen Kongresses den seit 1860 eingetretenen Umschwung in der liberalen wirtschaftlichen Gesetzgebung der deutschen Staaten wie später des Deutschen Reichs anregen und fördern helfen.
Böhmert befürwortete die Einigung der deutschen Staaten zu einem Nationalstaat sowie eine auf Selbstständigkeit und Freiheit basierende Gesellschaft. Freiheit und Selbstständigkeit hielt er auch als beste Antwort auf die materielle Not und geistige Armut der unteren Schichten; er unterstützte das Genossenschaftswesen des Hermann Schulze-Delitzsch, das auf Selbsthilfe der Genossenschaftler baut, anstatt für jedes Problem eine staatliche Lösung zu suchen. Er engagierte sich besonders für Arme und Mittellose, z. B. im Verein Volkswohl. Sein Sohn, der Landrichter Karl Böhmert (1862–1898), engagierte sich ebenfalls in diesem Bereich, ein Gedenkstein am Rande der Dresdner Heide weist seit 1999 auf seine Verdienste hin.

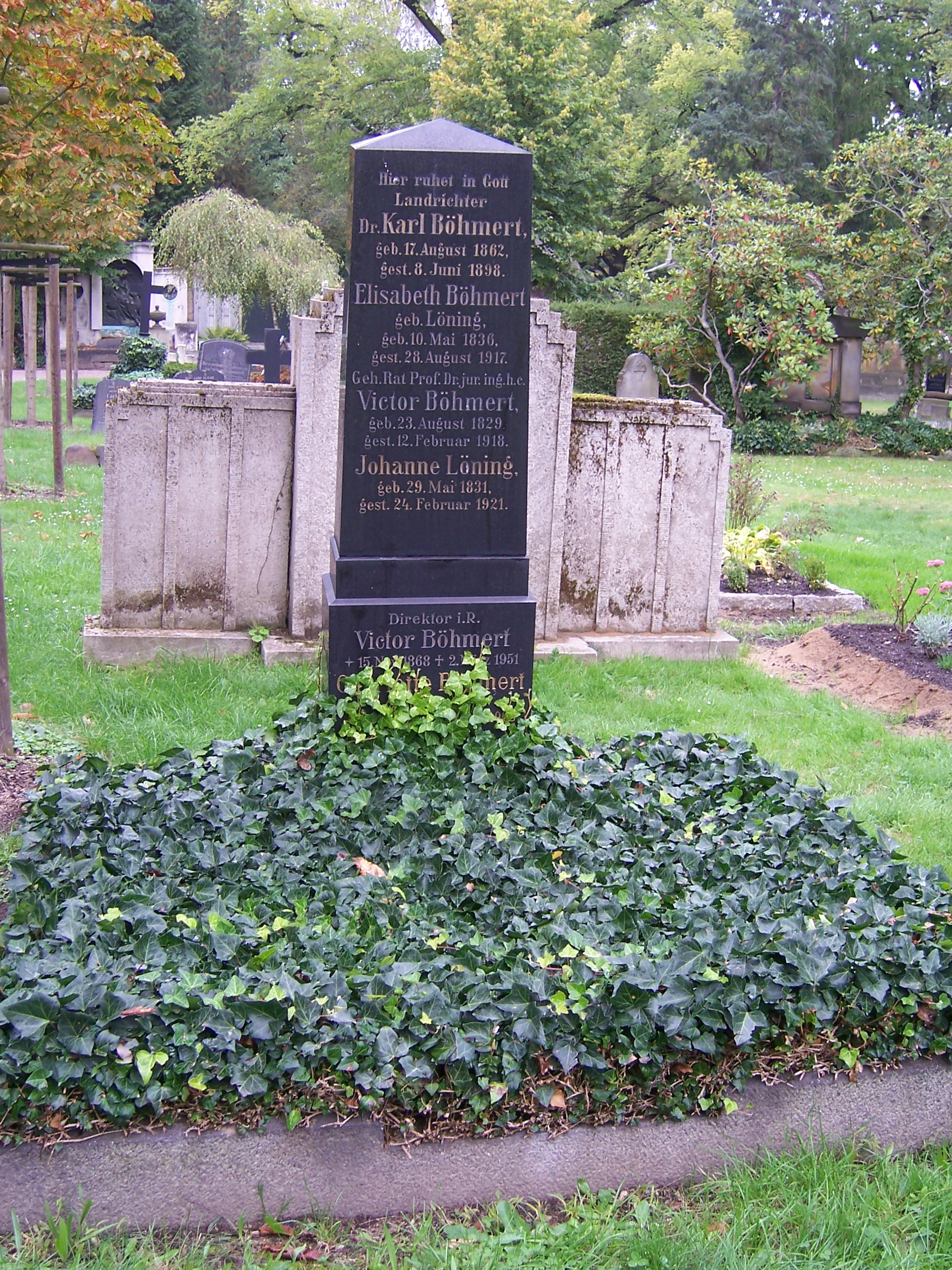
Grab von Viktor Böhmert auf dem Johannisfriedhof in Dresden.

Viktor Böhmert war ein Gegner jeglicher Klassenideologie und eines Klassenbewusstseins; für ihn gab es keinen Unterschied zwischen Arbeitern und Bürgern, für ihn waren die Arbeiter Bürger. Böhmert lehnte ein staatliches Wohlfahrtssystem ab, weil er davon ausging, dass ein solches System die unteren Schichten korrumpiert, die Abhängigkeit der unteren Schichten von den oberen Schichten erhöht und sich dadurch erst "Klassen" verfestigen. Dies wird auch unter dem Begriff Klassenkampf von oben zusammengefasst.
Bei der Reichstagswahl 1898 kandidierte Böhmert im Reichstagswahlkreis Königreich Sachsen 4 erfolglos für die Nationalliberale Partei.
Von der Technischen Hochschule Dresden wurde er „für seine reichen Erfolge in der Lehre und Verdienste als Sozialpolitiker um Heimat und Vaterland“ ehrenpromoviert.

## Werke (Auswahl)
- Briefe zweier Handwerker, Preisschrift, Dresden 1854 (ZBZOnline)
- Freiheit der Arbeit. Beiträge zur Reform der Gewerbegesetzgebung, Bremen 1858
- Briefe zweier Handwerker, 2. A., Dresden 1860 (ZBZOnline)
- Beiträge zur Geschichte des Zunftwesens, Leipzig 1862 (ZBZOnline)
- Urkundliche Geschichte der Bremischen Schusterzunft mit Seitenblicken auf die Geschichte des Bremischen Zunftwesens überhaupt, Leipzig 1862 (Bremer Staatsarchiv Nr. 242 Ad)
- Vortrag über das Verhältniss von Arbeiter und Arbeitgeber : gehalten in der gemeinnützigen Gesellschaft des Bezirks Zürich am 1. Dezember 1867, Zürich 1868 doi:10.3931/e-rara-35122
- Untersuchung und Bericht über die Lage der Fabrikarbeiter: erstattet an die gemeinnützige Gesellschaft des Kantons Zürich auf Grund der Verhandlungen einer von der Züricher kantonalen gemeinnützigen Gesellschaft niedergesetzten Commission / Viktor Böhmert, Zürich: Schabelitz 1868 doi:10.3931/e-rara-35121
- Armenpflege und Armengesetzgebung : Vortrag und Bericht über die Principien der Armenpflege und Armengesetzgebung erstattet auf dem 11. volkswirtschaftlichen Congresse in Mainz, Berlin 1869 (ZBZOnline)
- Die Erfindungspatente nach volkswirtschaftlichen Grundsätzen und industriellen Erfahrungen mit besonderer Rücksicht auf England und die Schweiz, Berlin 1869 doi:10.3931/e-rara-34921
- [Das Armenwesen der Schweiz], s. l. 1869 (ZBZOnline)
- Lotterieen und Prämienanleihen nach volkswirtschaftlichen Grundsätzen und Erfahrungen, Berlin 1869 (ZBZOnline)
- Die Verbreitung der Volkswirtschaftslehre in Schule und Leben, Zürich 1870 doi:10.3931/e-rara-34893
- [mit Theodor Zuppinger] Das Erfindungseigenthum und sein Schutz, Stäfa 1871 doi:10.3931/e-rara-35648
- Die Goldausmünzungsfrage bei der deutschen Münzreform, Bremen 1871 (ZBZOnline)
- Zur deutschen Münzreform : offener Brief an dem Reichstag von Deutschen in der Schweiz, Zürich 1871 doi:10.3931/e-rara-34895.
- Bericht über eine schweizerische Konferenz, die Arbeiterfrage betreffend, s. l. 1871 doi:10.3931/e-rara-35710.
- Die Unentgeltlichkeit des Volksschulunterrichts mit besonderer Berücksichtigung der schweizerischen Schulgeld-Einrichtungen, Bremen 1871 (ZBZOnline)
- Der Sozialismus und die Arbeiterfrage, Zürich 1872 doi:10.3931/e-rara-37243.
- Das Studieren der Frauen mit besonderer Rücksicht auf das Studium der Medicin, Leipzig: Wigand 1872 (ZBZOnline)
- Schweizerische Arbeiterverhältnisse in den letzten zehn Jahren: Bericht, erstattet an die Schweizerische Gemeinnützige Gesellschaft von Prof. Dr. Böhmert, Zürich 1872 doi:10.3931/e-rara-37795.
- Plan zur statistischen Erforschung der sozialen Frage und zu allgemeinen wirtschaftswissenschaftlichen Untersuchungen : [mit 5 Formularen], Zürich 1872 doi:10.3931/e-rara-35711.
- Das Studium der Wirthschaftswissenschaften an den technischen Hochschulen, Zürich 1872 doi:10.3931/e-rara-36929.
- Arbeiterverhältnisse und Fabrikeinrichtungen der Schweiz, 2 Bände, Zürich: Caesar Schmidt 1873 doi:10.3931/e-rara-37638.
- Tarifbewegung und Arbeitseinstellung der Buchdruckergehülfen in Zürich, Zürich 1873 doi:10.3931/e-rara-37121.
- Der Einfluss der Wiener Weltausstellung auf die Arbeit des Volkes : Vortrag, gehalten im Jury-Pavillon der Weltausstellung am 11. October 1873, Wien 1873 (ZBZOnline)
- Der Beruf der Kirche in der sozialen Frage, Leipzig 1874 (ZBZOnline)
- Das Frauenstudium nach den Erfahrungen an der Züricher Universität, Zürich 1874.
- Über die Methoden der socialstatistischen Untersuchungen, mit besonderer Rücksicht auf die Statistik der Löhne und Preise, Bern 1874 doi:10.3931/e-rara-36928.
- Die Gerechte Verteilung der Güter. In: Der Arbeiterfreund, 13. Jahrgang, 1875.
- Enquête über Gewinnbetheiligung der Arbeitnehmer und andere neue Lohnzahlungsmethoden mit besonderer Rücksicht auf die schweizerischen Versuche, Zürich 1875. doi:10.3931/e-rara-37120.
- Enquete über die Reichseisenbahnfrage, Leipzig 1876.
- Die Gewinnbeteiligung. Untersuchungen über Arbeitslohn und Unternehmergewinn, Leipzig 1878, 2 Tle. (ZBZOnline)
- Die Stellung der englischen Gewerkvereine zur Lohnfrage und zum Anteilsystem, Der Arbeiterfreund 16. Jahrgang, 1878.
- Zur Reform der Armenpflege, Dresden 1879
- Urkundliche Geschichte und Statistik der Meissner Porzellanmanufactur von 1710 bis 1880, Dresden 1880 (ZBZOnline)
- Fortschritte im Sparkassenwesen, Berlin 1882 (ZBZOnline)
- Die praktischen Versuche zur Lösung der socialen Probleme : Vortrag gehalten am 4. December 1882 in der Aula des Kgl. Polytechnikums in Dresden, Berlin 1883 (ZBZOnline)
- Die Ergebnisse der sächsischen Berufszählung vom 5. Juni 1882, Dresden 1886 (ZBZOnline)
- Die Förderung des Arbeiterwohls durch eine Reform der Volksgeselligkeit, Berlin 1889 (ZBZOnline)
- Die soziale Frage und das Wahlrecht, in den Preußischen Jahrbüchern, Band 85, 1896.
- Handelshochschulen, Dresden 1897.
- Rückblicke und Ausblicke eines Siebzigers, Dresden 1900 (ZBZOnline)
- Die Gewinnbeteiligung der Arbeitnehmer in Deutschland, Oesterreich und der Schweiz., Dresden 1902 (ZBZOnline)